# Liste der Biografien/Ao
Liste der Biografien |
Portal Biografien |
Personensuche
# |
A |
B |
C |
D |
E |
F |
G |
H |
I |
J |
K |
L |
M |
N |
O |
P |
Q |
R |
S |
T |
U |
V |
W |
X |
Y |
Z |
?
 
Aa |
Ab |
Ac |
Ad |
Ae |
Af |
Ag |
Ah |
Ai |
Aj |
Ak |
Al |
Am |
An |
Ao |
Ap |
Aq |
Ar |
As |
At |
Au |
Av |
Aw |
Ax |
Ay |
Az
Die Liste der Biografien führt alle Personen auf, die in der deutschsprachigen Wikipedia einen Artikel haben. Dieses ist eine Teilliste mit 118 Einträgen von Personen, deren Namen mit den Buchstaben „Ao“ beginnt.

## Ao
- Ao Ying, chinesischer Beamter und Gelehrter
- Aō, Takahiro (* 1984), japanischer Boxsportler

### Aob
- Aoba, Yukihiro (* 1979), japanischer Fußballspieler

### Aoc
- Aochi, Seiji (1942–2008), japanischer Skispringer
- Aockerblom, Ottmar (1890–1981), deutscher Bergbau- und Energiemanager

### Aod
- Aodh, 4. Earl of Ross († 1333), schottischer Adliger
- Aōdō, Denzen (1748–1822), japanischer Maler

### Aog
- Aogo, Dennis (* 1987), deutscher FußballspielerDennis Aogo (* 1987)

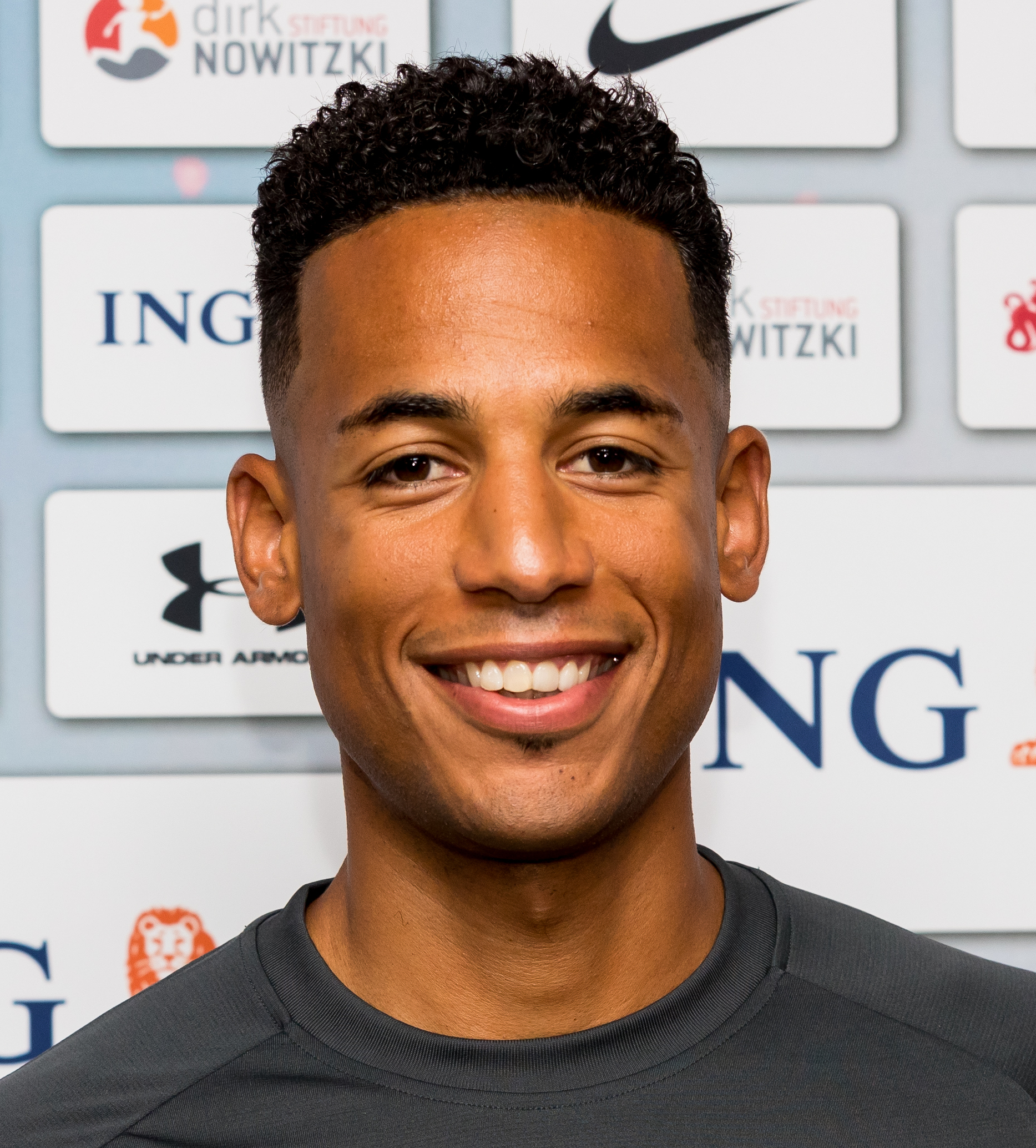
Dennis Aogo (* 1987)

### Aoi
- Aoi, Eir (* 1988), japanische Singer-Songwriterin
- Aoi, Sola (* 1983), japanische Pornodarstellerin, Erotikmodell und Schauspielerin
- Aoi, Yū (* 1985), japanische Schauspielerin und Model
- Aoiyama, Kōsuke (* 1986), bulgarischer Sumōringer in der japanischen Makuuchi-Division

### Aok
- Aoki, Devon (* 1982), US-amerikanische Schauspielerin und Model
- Aoki, Fumiko (* 1966), japanische Skilangläuferin
- Aoki, Haruchika (* 1976), japanischer Motorradrennfahrer
- Aoki, Hayato (* 2001), japanischer Fußballspieler
- Aoki, Isao (* 1942), japanischer Golfsportler
- Aoki, Jun (* 1956), japanischer Architekt
- Aoki, Junpei (* 1982), japanischer nordischer Kombinierer
- Aoki, Kazuhiko (* 1961), japanischer Politiker
- Aoki, Kokoro (* 2000), japanischer Fußballspieler
- Aoki, Konyō (1698–1769), japanischer Konfuzianer und Pionier der Hollandkunde (Rangaku)
- Aoki, Kōta (* 1987), japanischer Fußballspieler
- Aoki, Masakatsu (* 1957), japanischer Amateurastronom
- Aoki, Masanori (* 1927), japanischer Eisschnellläufer
- Aoki, Masaru (1887–1964), japanischer Sinologe
- Aoki, Masumi (* 1994), japanische Hürdenläuferin
- Aoki, Mayumi (* 1953), japanische Schwimmerin
- Aoki, Mikio (1934–2023), japanischer Politiker
- Aoki, Mokubei (1767–1833), japanischer Töpfer und Maler
- Aoki, Mutsumi (* 1959), japanische Künstlerin
- Aoki, Nobuatsu (* 1971), japanischer Motorradrennfahrer
- Aoki, Richard (1938–2009), US-amerikanischer BürgerrechtlerRichard Aoki (1938–2009)

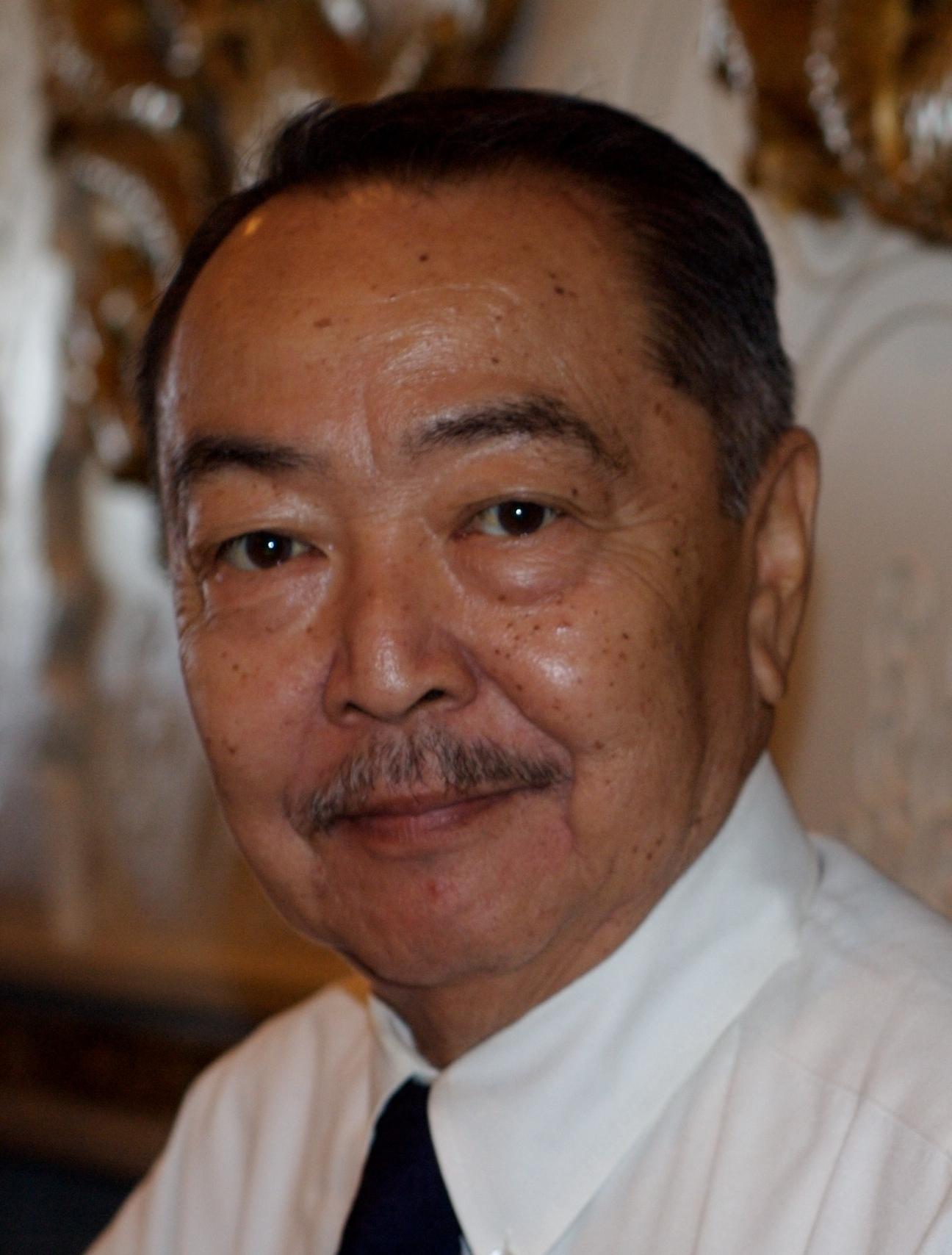
Richard Aoki (1938–2009)

- Aoki, Rin (* 1985), japanisches AV-Idol und Pornodarstellerin
- Aoki, Rocky (1938–2008), US-amerikanischer Wrestler und Restaurant-Besitzer
- Aoki, Ryōko (* 1973), japanische Künstlerin
- Aoki, Ryōma (* 1997), japanischer Hindernisläufer
- Aoki, Ryōta (* 1984), japanischer Fußballspieler
- Aoki, Ryōta (* 1996), japanischer Fußballspieler
- Aoki, Ryūzan (1926–2008), japanischer Kunsthandwerker
- Aoki, Sayaka (* 1986), japanische Hürdenläuferin
- Aoki, Shigeru (1882–1911), japanischer Maler
- Aoki, Shin’ya (* 1983), japanischer Mixed-Martial-Arts-Kämpfer
- Aoki, Shōta (* 1990), japanischer Fußballspieler
- Aoki, Shunsuke (* 2003), japanischer Fußballspieler
- Aoki, Shūzō (1844–1914), japanischer Politiker und Diplomat
- Aoki, Steve (* 1977), US-amerikanischer Electro-House-DJ, Musiker und MusikproduzentSteve Aoki (* 1977)

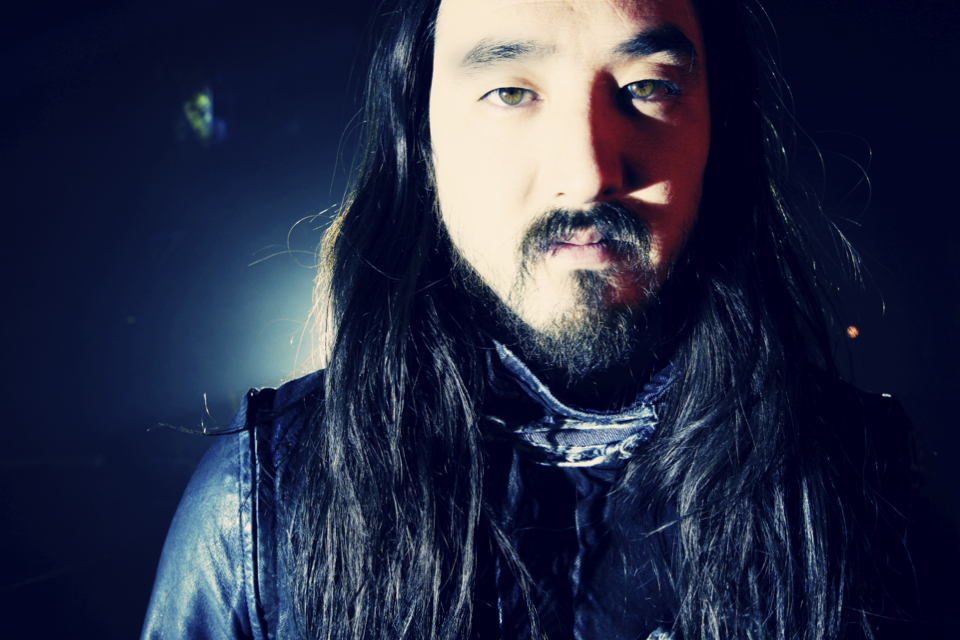
Steve Aoki (* 1977)

- Aoki, Takanori (* 1977), japanischer Badmintonspieler
- Aoki, Takao (* 1961), japanischer Mangaka
- Aoki, Takeshi (* 1982), japanischer Fußballspieler
- Aoki, Takuma (* 1974), japanischer Motorradrennfahrer
- Aoki, Takuya (* 1989), japanischer Fußballspieler
- Aoki, Tatsu (* 1957), japanischer Jazzmusiker und Filmschaffender
- Aoki, Tsubasa (* 1993), japanischer Fußballspieler
- Aoki, Tsuru (1889–1961), japanische Stummfilmschauspielerin
- Aoki, Yayoi (1927–2009), japanische Sachbuchautorin, Feministin und Musikkritikerin
- Aoki, Yoshitaka (* 1998), japanischer Fußballspieler
- Aoki, Yōzō (1929–2014), japanischer Fußballspieler
- Aoki, Yūji (1945–2003), japanischer Manga-Zeichner
- Aoki, Yūto (* 1984), japanischer Hürdenläufer
- Aokuso, Paulo (* 1997), australischer Boxer

### Aom
- Aomar, Mohamed, marokkanischer Skirennläufer

### Aon
- Aono, Daisuke (* 1979), japanischer Fußballspieler
- Aono, Ryō (* 1990), japanischer Snowboarder
- Aono, Shuri (* 2000), japanische Sprinterin
- Aono, Sō (* 1943), japanischer Schriftsteller
- Aono, Suekichi (1890–1961), japanischer Literaturkritiker und -wissenschaftler
- Aonuma, Eiji (* 1963), japanischer SpieledesignerEiji Aonuma (* 1963)

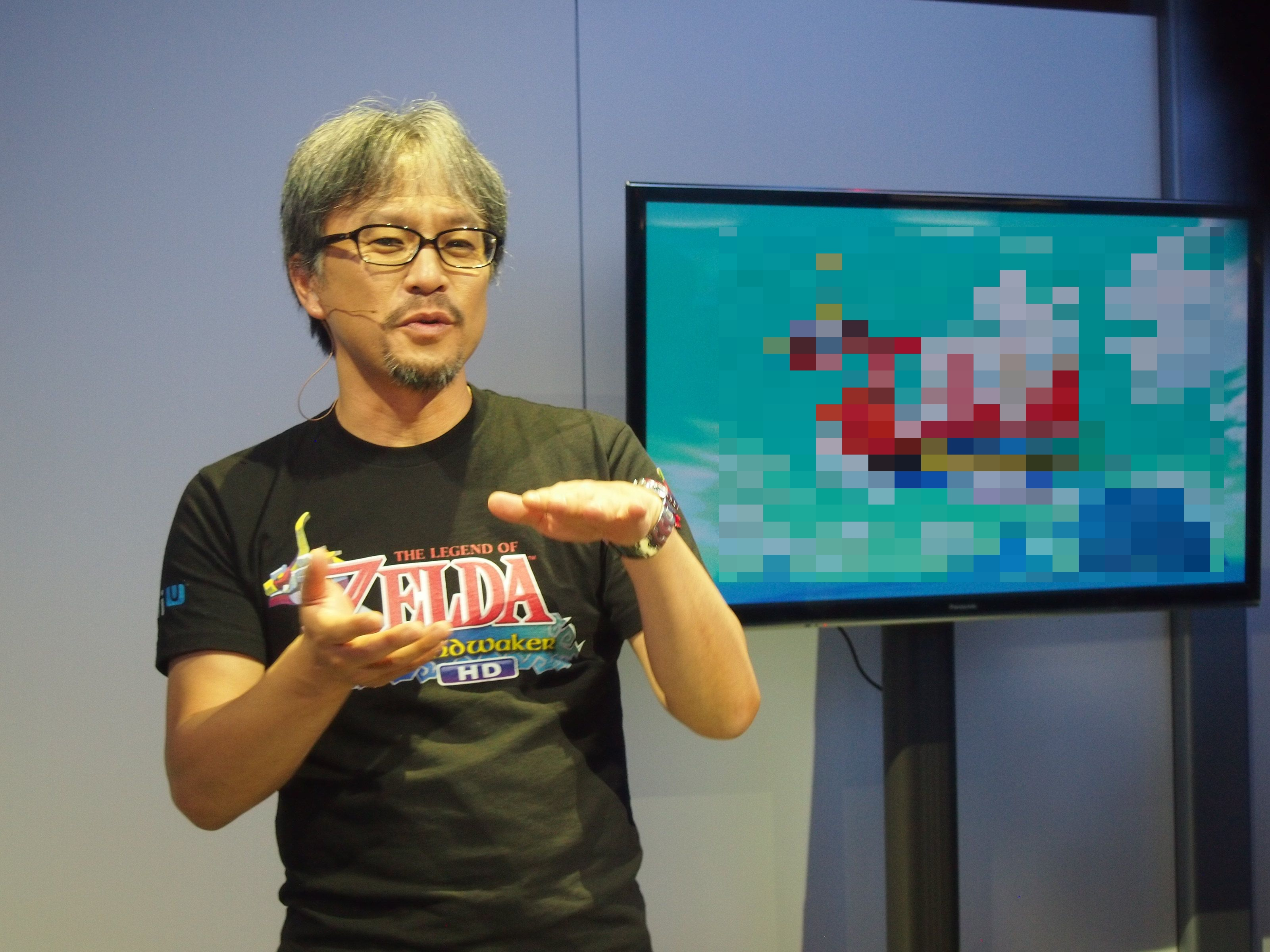
Eiji Aonuma (* 1963)

### Aor
- Aorachun Changmoung (* 2000), thailändischer Fußballspieler
- Aorich, Richterkönig der gotischen Terwingen

### Aos
- Aós Braco, Celestino (* 1945), spanischer Ordensgeistlicher, römisch-katholischer Erzbischof von Santiago de Chile
- Aoshima, Chiho (* 1974), japanische Künstlerin
- Aoshima, Fumiaki (* 1968), japanischer Fußballspieler
- Aoshima, Hiroshi (* 1955), japanischer Komponist und Dirigent
- Aoshima, Taichi (* 2001), japanischer Fußballspieler
- Aoshima, Takuma (* 1993), japanischer Fußballspieler
- Aosman, Aias (* 1994), syrisch-deutscher Fußballspieler
- Aostalli, Giovanni Battista († 1575), italienischer Baumeister
- Aostalli, Giovanni Maria, italienischer Baumeister
- Aostalli, Ulrico († 1597), italienischer Baumeister, in Böhmen tätig

### Aot
- Aota, Shinobu (* 1977), japanische Curlerin
- Aota, Shō (* 1986), japanischer Fußballspieler
- Aotaki, Sam (* 1994), US-amerikanische Schauspielerin
- Aoto, Kakeru (* 1996), japanischer Fußballspieler

### Aou
- Aouad, Mohammed (1922–2007), marokkanischer Politiker und Diplomat
- Aouadhi, Karim (* 1986), tunesischer Fußballspieler
- Aouam, Fatima (1959–2014), marokkanische Leichtathletin
- Aouam, Nor-Eddine (* 1957), algerischer Diplomat
- Aouani, Iliass (* 1995), italienischer Leichtathlet
- Aouar, Houssem (* 1998), französisch-algerischer Fußballspieler
- Aouate, Dudu (* 1977), israelischer Fußballspieler
- Aouchiche, Adil (* 2002), französischer Fußballspieler
- Aoudia, Mohamed Amine (* 1987), algerischer Fußballspieler
- Aouich, Yassine (* 1990), marokkanischer Skirennläufer
- Aouita, Saïd (* 1959), marokkanischer Mittel- und Langstreckenläufer
- Aoun, Joseph Khalil (* 1964), libanesischer Präsident und GeneralJoseph Khalil Aoun (* 1964)

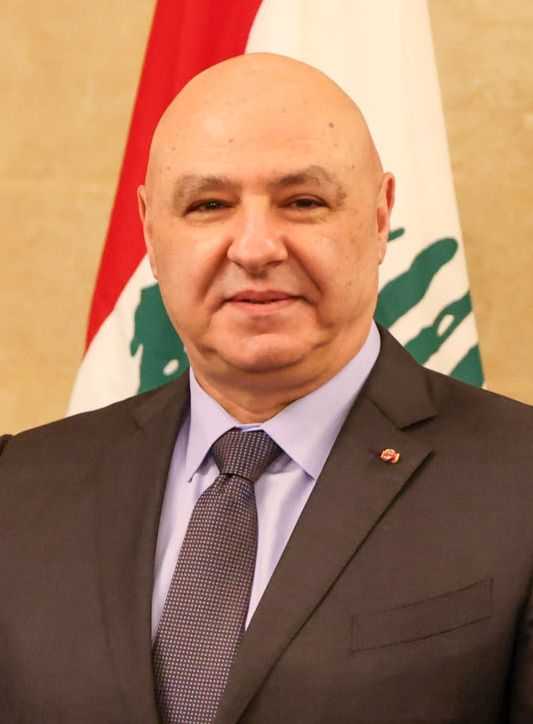
Joseph Khalil Aoun (* 1964)

- Aoun, Michel, libanesischer Offizier und Politiker
- Aoun, Michel (* 1959), libanesischer Geistlicher, maronitischer Bischof von Jbeil
- Aourir, Ayman (* 2004), marokkanisch-deutscher Fußballspieler
- Aoustin, Camille (* 1990), französische Handballspielerin

### Aoy
- Aoyagi, Takuo (1936–2020), japanischer Ingenieur und Entwickler des Pulsoximeters
- Aoyama, Gosho (* 1963), japanischer MangakaGosho Aoyama (* 1963)

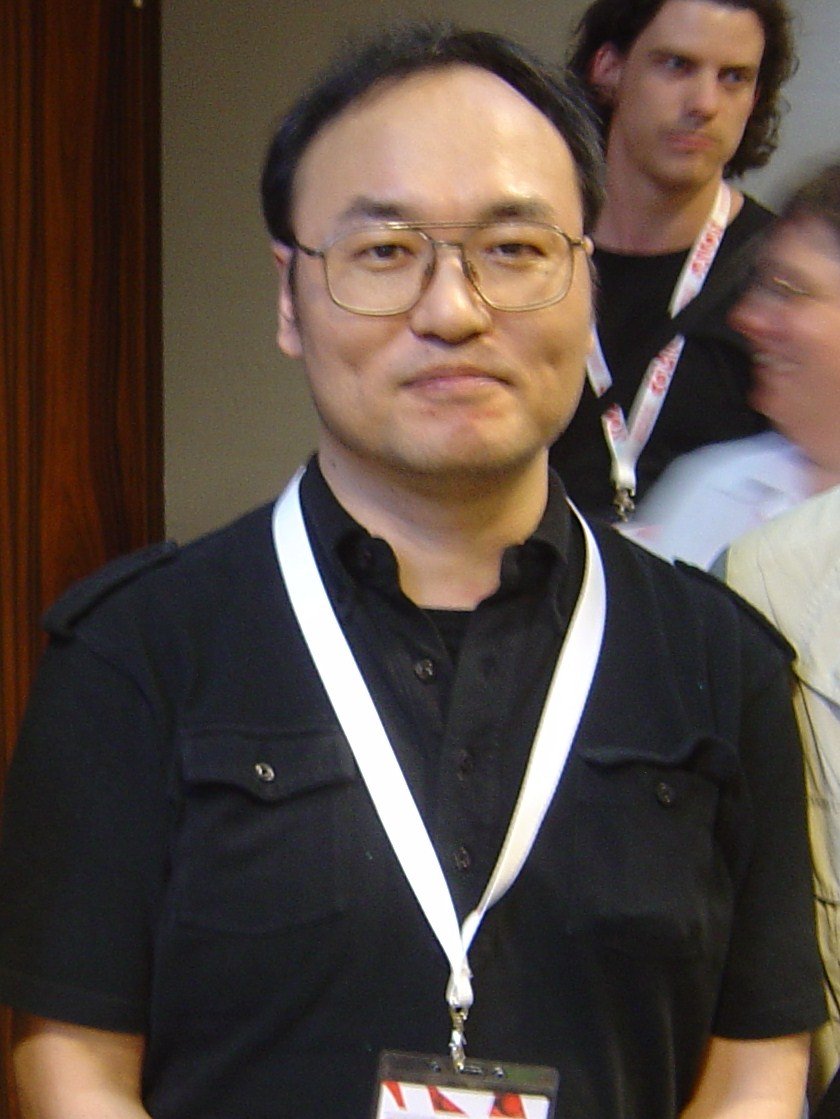
Gosho Aoyama (* 1963)

- Aoyama, Hanae (* 2002), japanische Sprinterin
- Aoyama, Hiroaki (* 1996), japanischer Fußballspieler
- Aoyama, Hiroshi (* 1981), japanischer Motorradrennfahrer
- Aoyama, Ikiru (* 1996), japanischer Fußballspieler
- Aoyama, Jun (* 1988), japanischer Fußballspieler
- Aoyama, Kumaji (1886–1932), japanischer Maler
- Aoyama, Michiko (* 1970), japanische Reporterin und Schriftstellerin
- Aoyama, Nanae (* 1983), japanische Schriftstellerin
- Aoyama, Naoaki (* 1986), japanischer Fußballspieler
- Aoyama, Seika (* 1996), japanische Sprinterin
- Aoyama, Shūhei (* 1984), japanischer Motorradrennfahrer
- Aoyama, Shūko (* 1987), japanische Tennisspielerin
- Aoyama, Tanemichi (1859–1917), japanischer Mediziner
- Aoyama, Thelma (* 1987), japanische Pop- und R&B-Sängerin
- Aoyama, Toshihiro (* 1986), japanischer Fußballspieler
- Aoyanagi, Tōru (* 1968), japanischer Eisschnellläufer